# Na Do-hyang
Na Do-hyang (30 mars 1902 – 26 août 1926, né à Séoul sous le nom de Na Gyeong-son (나경손, 羅慶孫) est un écrivain coréen.

## Biographie
Na Do-hyang est diplômé de l'École Baejae et intègre l'université nationale de médecine de Gyeongseong. Il se rend au Japon très tôt, espérant obtenir une reconnaissance dans le monde littéraire. Pourtant il n'arrive pas à étudier comme il le souhaite faute de moyens financiers. Il devient ensuite professeur dans un lycée à Andong, dans la province de Gyeongsangbuk-do.
Il commence sa carrière d'écrivain avec la publication de La saison de la jeunesse (Jeolmeuni-ui sijeol). Ses travaux les plus connus sont Le Moulin à eau (Mullebang-a), Le mûrier (Ppong), Samnyong le muet (Beong-eori Samnyong-i).

## Œuvre
Ses premiers récits,  teintés de mélancolie, sont symbolisés par sa nouvelle L'allégresse (Hwanhi). Son travail a peu à peu évolué du romantisme vers le réalisme : Le fils du serviteur (Haengnang Jasik) et Avant qu'elle ne se retrouve (Jagireul chatgi jeon) sont des récits emblématiques de ce changement. Ses œuvres, typiques de l'époque, décrivent la vie de gens pauvres, le plus souvent des paysans, tout en prenant soin de rendre compte du contexte de la société dans laquelle ils s'inscrivent.
L'Institut coréen de traduction littéraire (LTI of Korea) présente son œuvre de cette manière :
Les premiers travaux de Na Do-hyang révèlent chez lui une forte inclination vers le romantisme . Saison de la jeunesse (Jeolmeuni-ui shijeol), son premier récit, et Ne pleure pas s'il t'arrive de prendre une étoile dans tes bras (Byeoreul an-geodeun uljina malgeol) sont pleins d'émotion, portés sur le rêve et la sentimentalité ; ils furent critiqués à l'époque pour cette caractéristique. Avec la publication de La femme coiffeuse (Yeo-ibalsa, 1923), il s'éloigne de l'écriture romantique pour adopter un point de vue plus objectif et se rapprocher d'une écriture réaliste. Samnyong le muet (Beong-eori samnyong-i), une de ses œuvres les plus connues, est une histoire tragique qui met en scène un serviteur muet et laid qui tombe amoureux de sa belle maîtresse pleine de bienveillance ; cet amour du serviteur représente l'admiration et le désir de beauté ultime qui ne peut être que difficilement atteint par l'homme. À la fois naturaliste et réaliste, l'histoire montre également la prise de conscience de l'auteur sur les problèmes de classe et les soucis de ceux qui appartiennent à l'échelon le plus bas des couches sociales. Bien que Na Do-hyang n'ait jamais intégré réellement le mouvement de la littérature prolétarienne, il n'a cessé d'explorer la dure réalité des pauvres, notamment dans Le mûrier (Ppong), histoire d'une femme qui se prostitue avec les villageois afin de subvenir à ses besoins. Ce thème reçoit un traitement plus prononcé dans Le Moulin à eau (Mullebang-a) : un fermier, dont la femme se laisse séduire par leur propriétaire, finit par assassiner sa femme avant de se suicider. Bien que l'amour continue d'être un sujet dominant dans les œuvres ultérieures de Na Do-hyang, il ne se focalise pas uniquement sur des thèmes romantiques, mais se sert de la littérature comme de moyen d'investigation sur la brutalité native des êtres humains ainsi que sur les manipulations dues à la sexualité.

## Samnyong le muet
Samnyong le muet est considéré comme l'une des meilleurs histoires écrites en série dans la littérature coréenne. Le roman a été adapté au cinéma par Na Woon-gyu en 1929, et par Shin Sang-ok en 1964. Pour son apparition en 1964 dans le film adapté du roman, l'acteur principal Kim Jin-kyu a été élu meilleur acteur au 12e Festival du film asiatique. 